# Rancho de San Bernardino (Arizona)
El rancho de San Bernardino es un rancho histórico situado en el condado de Cochise en Arizona, Estados Unidos.
Fue fundado sobre el presidio novohispano del siglo XVIII de San Bernardino de Fronteras.

## Historia
El lugar fue identificado en 1694, en época del virreinato de Nueva España durante las expediciones del misionero jesuita padre Kino.
La fundación del presidio de San Bernardino de Fronteras en 1775 se debe a la orden de traslado del presidio de Fronteras de los Apaches debido al Reglamento e instrucción para los presidios que se han de formar en la línea de frontera de la Nueva España, resuelto por el rey nuestro señor en cédula de 10 de septiembre de 1772 ideado por José de Gálvez y Gallardo. El presidio se mantuvo hasta 1780, fecha en que la guarnición regresó a su ubicación original. 
Tras la independencia de México, en 1822 el rancho fue adquirido por Ignacio Pérez, quien lo abandonó en 1830 durante las ataques apaches. En 1846 fue empleado como lugar de paso por el batallón Mormón durante la guerra Estados Unidos-México y en 1854 Venta de la Mesilla ocasionó que dos tercios del rancho se encuentren en México y un tercio en EE. UU. En 1884 el terreno fue adquirido por John Horton Slaughter a los herederos de Ignacio Pérez. Slaugther ejerció funciones de sheriff y participó en el tiroteo de OK Corral. Se trataba de una gran explotación agropecuaria que empleaba a más de quinientas personas.
Desde 1964 el rancho de San Bernardino está reconocido como como Hito Histórico Nacional y se encuentra en el Registro Nacional de Lugares Históricos.

## Descripción
En la actualidad el rancho se encuentra restaurado para preservar la apariencia que debió tener a principios del siglo XX. Alberga el Museo Histórico Johnson del suroeste (Historical Museum of the Southwest).